# 墩阔坦镇
墩阔坦镇，是中华人民共和国新疆维吾尔自治区阿克苏地区库车市下辖的一个乡镇级行政单位。

## 行政区划
墩阔坦镇下辖以下地区：
阔什艾日克村、喀拉布喀村、乌恰村、英吐尔村、乌尊村、阔恰托格拉克村、墩阔坦村、兰干村、亚喀守努特村、塔格玛克村、玉奇喀拉村、色根苏盖提村、亚喀买里斯村、喀让古一村、喀让古二村、都维勒克村、央艾日克村、排孜阿瓦提村、庭木阿拉喀尕村和汉族农场村。